# Micromeria cremnophila
Micromeria cremnophila là một loài thực vật có hoa trong họ Hoa môi. Loài này được Boiss. & Heldr. mô tả khoa học đầu tiên năm 1879.